# Coayllo
El pueblo de Coayllo es la capital del Distrito de Coayllo, Provincia de Cañete, Departamento de Lima, Perú.
Se encuentra a una altitud de 294 metros sobre el nivel del mar, posee, según los datos del censo de 2007, 204 viviendas.